# Harpicköns naturreservat
Harpicköns naturreservat är ett naturreservat i Gagnefs kommun och Leksands kommun i Dalarnas län.
Området är naturskyddat sedan 2022 och är 108 hektar stort. Reservatet omfattar en ö i Flosjön och består av granskog med inslag av lövträd och sandstränder.